# Almonacid de la Cuba
Pour les articles homonymes, voir Almonacid.
Almonacid de la Cuba est une commune d’Espagne, dans la province de Saragosse, communauté autonome d'Aragon comarque de Campo de Belchite.

## Patrimoine
- Barrage romain d'Almonacid de la Cuba